# Бут, Каллум
Ка́ллум Бут (англ. Callum Booth; 30 мая 1991, Странрар, Дамфрис-энд-Галловей) — шотландский футболист, левый защитник клуба «Данди Юнайтед». Помимо них Бут играл за такие коллективы, как «Хиберниан», «Арброт», «Брихин Сити», «Ливингстон» и «Рэйт Роверс» и «Партик Тисл». Выступал за молодёжную сборную Шотландии.

## Ранние годы
Каллум родился 30 мая 1991 года в шотландском городе Странрар области Дамфрис-энд-Галловей. В трёхлетнем возрасте Бут с родителями и со своим старшим братом переехал в Хаддингтон — небольшой городок на востоке страны. Там же он получил образование — сначала в местном детском саду (англ. Haddington Infant School), потом в Королевской средней школе (англ. King’s Meadow Primary) и затем в Академии «Нокс» (англ. Knox Academy).

## Клубная карьера
В 2001 году 10-летний Каллум поступил в Академию эдинбургского клуба «Хиберниан». В сезоне 2008/09 в составе юношеской команды «бело-зелёных» Бут оформил «золотой дубль», выиграв первенство Шотландии и став обладателем Кубка страны среди сверстников. В июле 2009 года Каллум подписал с «хибс» свой первый профессиональный контракт. Через полгода, так и не сыграв за эдинбургцев ни одного матча, юный защитник был отправлен по арендному соглашению набираться опыта в клуб Второго дивизиона Шотландии — «Арброт». До конца сезона 2009/10 Бут провёл за ангусский коллектив 19 матчей, забил один гол. Вернувшись летом 2010 года в стан «Хиберниана», Каллум был вновь отдан в аренду — на этот раз новым временным работодателем защитника стала команда «Брихин Сити», за которую он выступал до января 2011 года. Сразу же по прибытии Бута в расположение «бело-зелёных» руководство «хибс» предложило ему новый долгосрочный контракт, который футболист с готовностью подписал.
18 января 2011 года Каллум впервые сыграл за «Хиберниан» в официальном матче — в тот день эдинбургцы в рамках Пятого раунда Кубка Шотландии встречались с «Эйр Юнайтед». 26 февраля того же года Бут забил первый гол в бело-зелёной футболке «хибс», поразив в поединке чемпионата страны ворота клуба «Инвернесс Каледониан Тисл». По итогам февраля 2011 года Каллум был признан «Молодым игроком месяца шотландской Премьер-лиги». На старте сезона 2011/12 Бут потерял место в основном составе «Хиберниана» после нескольких ошибок в обороне, стоивших команде очков.
31 августа 2012 года Каллум был арендован клубом «Ливингстон».

### Клубная статистика
| Клуб                   | Сезон                  | Чемпионат | Чемпионат | Кубок | Кубок | Кубок Лиги | Кубок Лиги | Плей-офф Лиги | Плей-офф Лиги | Еврокубки | Еврокубки | Итого | Итого |
| Клуб                   | Сезон                  | Игры      | Голы      | Игры  | Голы  | Игры       | Голы       | Игры          | Голы          | Игры      | Голы      | Игры  | Голы  |
| ---------------------- | ---------------------- | --------- | --------- | ----- | ----- | ---------- | ---------- | ------------- | ------------- | --------- | --------- | ----- | ----- |
| Арброт                 | 2009/10                | 15        | 1         | —     | —     | —          | —          | 4             | 0             | —         | —         | 19    | 1     |
| Всего за «Арброт»      | Всего за «Арброт»      | 15        | 1         | 0     | 0     | 0          | 0          | 4             | 0             | 0         | 0         | 19    | 1     |
| Брихин Сити            | 2010/11                | 11        | 2         | —     | —     | 2          | 0          | —             | —             | —         | —         | 13    | 2     |
| Всего за «Брихин Сити» | Всего за «Брихин Сити» | 11        | 2         | 0     | 0     | 2          | 0          | 0             | 0             | 0         | 0         | 13    | 2     |
| Хиберниан              | 2010/11                | 17        | 1         | 1     | 0     | —          | —          | —             | —             | —         | —         | 18    | 1     |
| Хиберниан              | 2011/12                | 12        | 1         | 1     | 0     | 2          | 0          | —             | —             | —         | —         | 15    | 1     |
| Хиберниан              | 2012/13                | 1         | 0         | —     | —     | 1          | 0          | —             | —             | —         | —         | 2     | 0     |
| Всего за «Хиберниан»   | Всего за «Хиберниан»   | 30        | 2         | 2     | 0     | 3          | 0          | 0             | 0             | 0         | 0         | 35    | 2     |
| Ливингстон             | 2012/13                | 24        | 1         | 1     | 0     | —          | —          | —             | —             | —         | —         | 25    | 1     |
| Всего за «Ливингстон»  | Всего за «Ливингстон»  | 24        | 1         | 1     | 0     | 0          | 0          | 0             | 0             | 0         | 0         | 25    | 1     |
| Всего за карьеру       | Всего за карьеру       | 80        | 6         | 3     | 0     | 5          | 0          | 4             | 0             | 0         | 0         | 92    | 6     |

(откорректировано по состоянию на 2 апреля 2013)

## Сборная Шотландии
В период с 2008 по 2010 год Бут защищал цвета сборной Шотландии (до 19 лет), за которую он провёл 13 матчей. 17 ноября 2010 года Каллум дебютировал в национальной молодёжной команде в поединке против сверстников из Северной Ирландии. Всего имеет в своём активе четыре матча за молодых «тартановых».

## Достижения

### Командные достижения
«Хиберниан»
- Финалист Кубка Шотландии: 2011/12

Допрофессиональная карьера
 «Хиберниан» (до 19)
- Победитель турнира юношеских команд шотландской Премьер-лиги: 2008/09
- Обладатель Кубка Шотландии для юношеских команд: 2008/09

### Личные достижения
- Молодой игрок месяца шотландской Премьер-лиги: февраль 2011